# ألكسندرا وينتوورث
ألكسندرا وينتوورث (بالإنجليزية: Alexandra Wentworth)‏ مواليد 12 يناير 1965 في الولايات المتحدة، هي ممثلة ومنتجة أمريكية بدأت مسيرتها الفنية عام 1991.

## وصلات خارجية
- ألكسندرا وينتوورث على موقع IMDb (الإنجليزية)
- ألكسندرا وينتوورث على موقع ألو سيني (الفرنسية)
- ألكسندرا وينتوورث على موقع أول موفي (الإنجليزية)
- ألكسندرا وينتوورث على موقع قاعدة بيانات الأفلام السويدية (السويدية)
- ألكسندرا وينتوورث على موقع إن إن دي بي (الإنجليزية)
- ألكسندرا وينتوورث على موقع قاعدة بيانات الفيلم (الإنجليزية)
- ألكسندرا وينتوورث على موقع كينوبويسك (الروسية)